# قباطیه
قباطیه (به لاتین: Qabatiya) یک شهر در کرانهٔ غربی رود اردن است که در استان جنین واقع شده‌است.

## خصوصیات
قباطیه ۱۹٬۱۹۷ نفر جمعیت دارد.